# IC 245
IC 245 је спирална галаксија у сазвјежђу Кит која се налази на листи објеката дубоког неба у Индекс каталогу.
Деклинација објекта је - 14° 18' 22" а ректасцензија 2h 38m 54,4s. Привидна величина (магнитуда) објекта IC 245 износи 14,3 а фотографска магнитуда 15,2. IC 245 је још познат и под ознакама MCG -3-7-46, IRAS 02365-1431, PGC 10032.